# Карпінський Олександр Петрович
Олександр Петрович Карпінський (26 грудня 1846, Тур'їнські копальні, Пермська губернія, Російська імперія — 15 липня 1936, с. Удєльная, Московська область, Російська РФСР, СРСР) — російський геолог, петрограф, академік польського походження, з травня 1917 — перший виборний президент Російської академії наук. З червня 1925 — президент Академії наук СРСР.
З 1925 — дійсний член ВУАН.

## Членство в іноземних наукових установах
Обирався іноземним членом наукових установ і товариств багатьох країн світу:
- член-кореспондент Геттінгенської академії наук (1892) і дійсний її член з 1926;
- член-кореспондент Американської академії політичних і соціальних наук у Філадельфії (1897);
- член-кореспондент Австрійської академії наук (1897);
- почесний член Болонської академії наук (1898);
- іноземний член Національної академії наук деї Лінчеї (Італія, 1898);
- іноземний член Бельгійської королівської академії наук, літератури і образотворчого мистецтва (1898);
- член-кореспондент Баварської академії наук (1898);
- почесний член Академії наук, літератури і мистецтв у Сицилії (1903);
- іноземний член Німецької академії природознавців «Леопольдіна» (1925);
- почесний член Швейцарського товариства природознавців (1897);
- член Лондонського геологічного товариства (1898);
- почесний член Наукового товариства Мексики (1898);
- почесний член Японського геологічного товариства (1914).